# Glyphodes inclusalis
Glyphodes inclusalis là một loài bướm đêm trong họ Crambidae.